# 賈科沃
賈科沃（塞爾維亞-克羅埃西亞語發音：[ˈdʑakɔʋɔ]）是位於克羅地亞斯拉沃尼亞地區的城鎮。賈科沃是斯拉沃尼亞地區最發達的城市。賈科沃位於奧西耶克西南37公里，標高111米。2001年有人口20,912人。賈科沃土壤肥沃，主要的產業有農產、畜產、皮革及羊毛加工、馬匹育種。工業有家具用木材加工、繊維業、化學、食品加工、建築資材、印刷業、觀光業等。也是公路的交匯之處。有開往薩拉熱窩和布達佩斯等地的列車。

## 友好城市
- 馬卡爾斯卡
- 錫尼
- 德国马尔格斯多夫
- 德国基兴通巴赫

## 外部連結
- City of Đakovo （页面存档备份，存于）
- Đakovo Profile Page from the Osijek-Baranja County Website
- Interesting-touristic-amusing city web site （页面存档备份，存于）
- EBSW - Wi-Fi Network （页面存档备份，存于）
- DJWireless - Djakovo Wi-Fi City Network （页面存档备份，存于）
- Djacovo's Cathedral photos